# Jules Van Imschoot

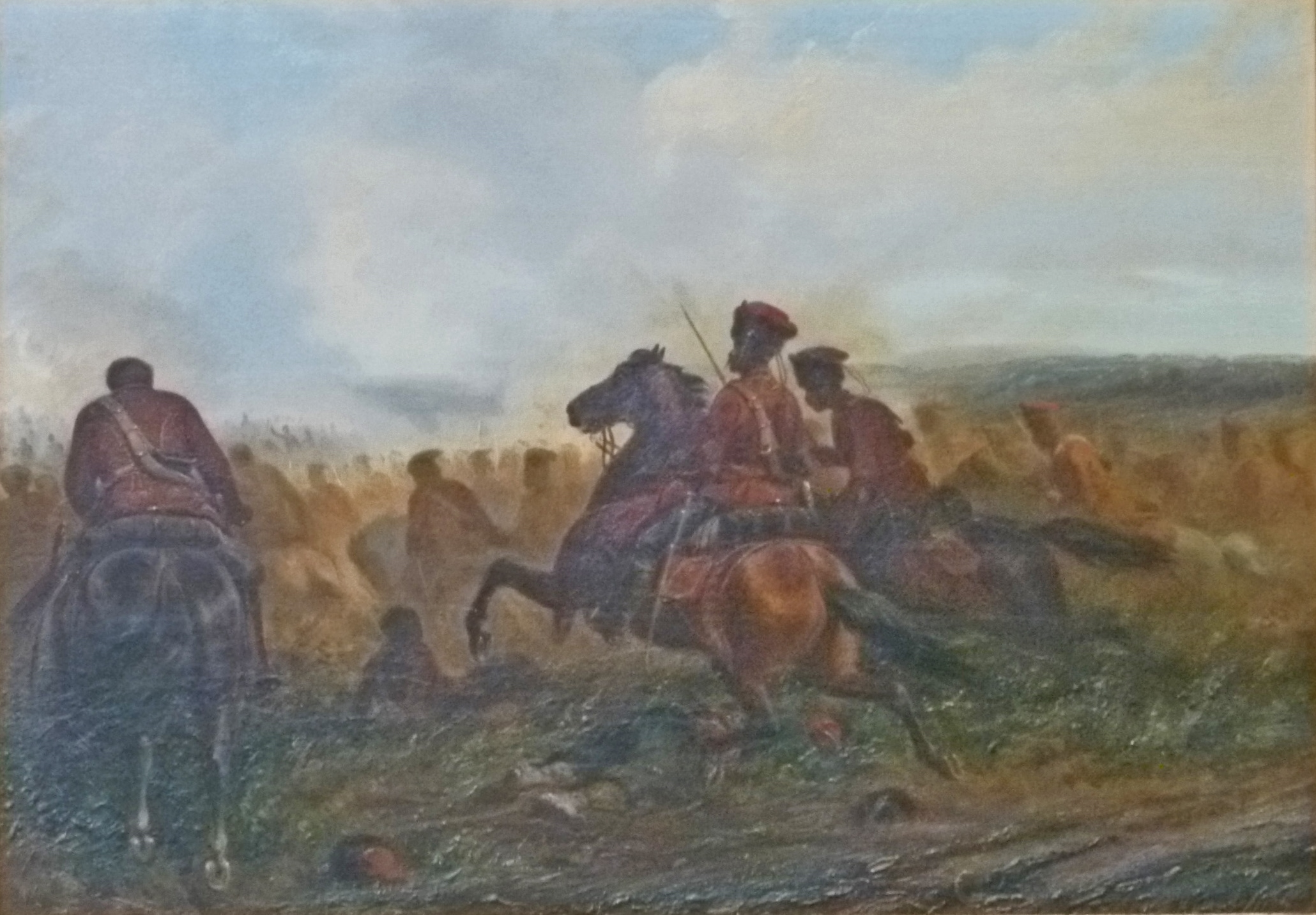
Carica degli Ussari della guardia Prussiana nella battaglia di Woerth, 6 agosto 1870

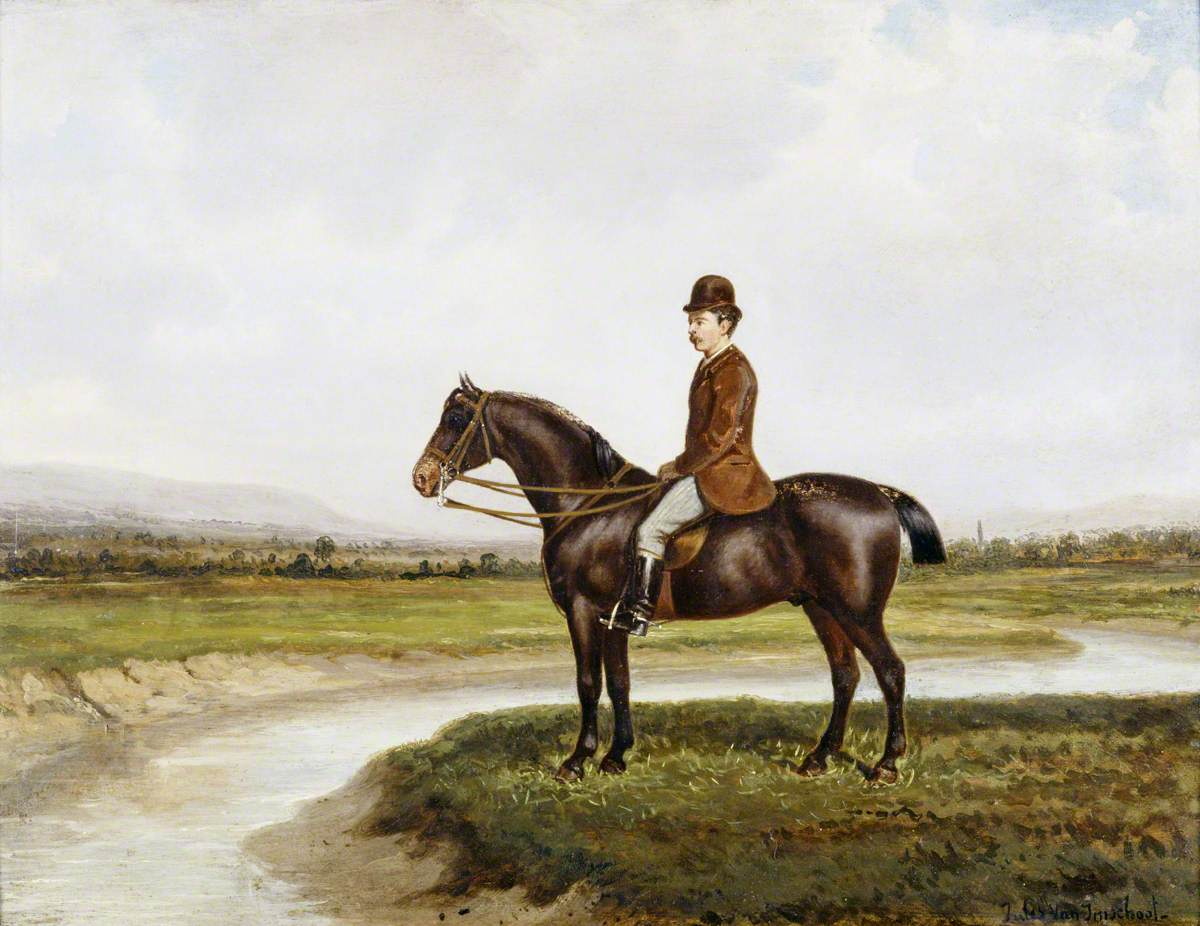
Sir Thomas George Fermor-Hesketh (1849–1924), 7th Bt, di Rufford, sul suo cavallo 'Capitano Jack'

Jules Van Imschoot (Gand, 1821 – Bruxelles, 1884) è stato un pittore e incisore belga specializzato principalmente in raffigurazioni di militari in uniformi del passato, in scene di battaglie rappresentate in modo molto realistico e ricercato, nonché paesaggista con spiccata capacità descrittiva degli ambienti e delle persone fintanto da prestarsi ad eseguire vari ritratti su commissione.

## Biografia
Partecipò a diverse mostre di pittura e al Salon di Bruxelles con dipinti, sia su tela che su tavola, che con incisioni su carta.
Come incisore collaborò anche ad illustrare libri di racconti tradizionali delle Fiandre. Nel volume di leggende fiamminghe di Charles De Coster del 1858 dal titolo “Légendes Flamandes”, insieme ad altri artisti incisori dell’epoca, Jules Van Imschoot raffigura con maestria, a rappresentazione del racconto “Le Sire D’Halewyn”, soldati che combattono su un campo di battaglia con al centro il cavaliere Halewyn con un corvo come cresta sull’elmo.
Delle sue opere già si parla quando Van Imschoot è ancora in vita in una pubblicazione del 1874 di due storici d’arte, in parte basato sulle loro collezioni di stampe private, dal titolo Le peintre-graveur hollandais et belge du XIX siècle, autori: Théodore Hippert & Jean Théodore Joseph Linnig (ed. Chez Fr J. Olivier, Libraire Bruxelles), dove sono descritte cinque sue incisioni realizzate nella metà dell'800 (pagg.499-500) oggi visibili al Rijksmuseum a Amsterdam.

## Opere nei musei
Alcune sue opere sono esposte al Musée Royaux des Beaux-Arts de Belgique a Bruxelles (Belgio), al Yper Museum a Ypres (Belgio), al Rijksmuseum a Amsterdam (Paesi Bassi), al British Museum a Londra (Inghilterra).
Diversi dipinti di Jules Van Imschoot, appartenenti a collezioni private, sono stati più volte venduti da importanti case d’asta, tra cui Christie’s, Sotheby's, Bonhams, con prezzi realizzati che vanno da $ 382 USD a $ 66.226 USD, a seconda del tipo dell'opera, della dimensione e della sua conservazione.